# Либерасьон-Сюд
Либерасьон-Сюд (фр. Libération-Sud) — организация движения Сопротивления во Франции, боровшаяся против немецко-фашистских оккупантов и поддерживавшего их режима Виши.
Была основана Эммануэлем д'Астье де ла Вижери в 1941 году в первоначально неоккупированной южной зоне Франции. Некоторые её члены были близки к бывшему Народному фронту или принадлежали к профсоюзам. Хотя группа существовала в семи регионах южной зоны, ее региональные центры находились в Лионе и Тулузе.
В июле 1941 года она начал издавать подпольную газету «Либерасьон» (Освобождение). Вначале, помимо производства газеты, члены группы занимались организацией фальшивых документов, социальным обеспечением и политическими кампаниями. Хотя первый тираж подпольной газеты начался с 10 000 экземпляров, со временем он вырос до 200 000 экземпляров, и «Либерасьон» стала одной из самых важных подпольных газет.
В феврале 1942 года Эммануэль д'Астье отправился в Лондон, чтобы установить связь со Свободной Францией Шарля де Голля и остальной частью Сопротивления. В начале 1943 года объединилась с организациями «Комба» (фр. Combat) и «Фран-тирёр» (фр. Le Franc-Tireur) в «Объединённое движение Сопротивления» (фр. Mouvements unis de la Résistance).